# Йосиф Дайнелов
Йосиф Генов Дайнелов е български търговец, публицист и обществен деятел от периода на Възраждането, участник в борбата за независима българска църква и съратник в културната и пропагандна дейност на Георги Раковски.

## Биография
Йосиф Дайнелов е роден през 1839 г. в Русе, в квартала Голям Варош, в семейството на русенския ханджия Гено Д. Динолов – Гено Сома. Завършва класното училище в града при Парашкев Дамянов през 1857 г. и се премества в Цариград, в Балкапан хан като писар, а впоследствие и младши съдружник в търговската фирма на хаджи Николи Минчоолу от Търново и Костаки Маринович от Русе, просъществувала до 1864 г. В Цариград се задържа до 1866 г. Дописник на Цариградски вестник през годините 1858 – 9, дописник и настоятел на анти-униатския Дунавски лебед, издаван от Георги С. Раковски. Там той публикува серия от „Драматургични диалози“, насочени срещу Драган Цанков и българските униати. Участник във Великденската акция от 3 април 1860 г. и в публичните демонстрации в защита на изпратените в изгнание български митрополити Иларион Макариополски, Авксентий Велешки и Паисий Пловдивски през пролетта на 1861 г. Води дългогодишна кореспонденция с Раковски и играе ролята на свръзка между него и видни българи и чужди дипломатически представители в Цариград. Усилено кореспондира и с Васил Друмев. Участва в сбирките на „Тайната дружинка на верните приятели“ – неформална организация на будни цариградски българи по модел на италианските карбонари. Членове на тайната дружинка – Стоян Буйнов, Стоил Попов – набират доброволци за Първата българска легия в Белград. Съществуват предположения, че Тайната дружинка е имитирала принципите на Масонската ложа и дори, че нейни членове, възможно самият Дайнелов, са инициирали Васил Левски в масонските идеи през 1861 г.
След трайното си завръщане в Русе през 1867 г. Дайнелов е дългогодишен член на Българската община в града, на училищното настоятелство и на епархийския съвет. Поддържа избора на Григорий Хилендарски за доростоло-червенски митрополит.
След Освобождението Дайнелов е за кратко плевенски окръжен началник в периода на Временното руско управление, член на Русенския апелативен съд 1879 – 1880 г. и председател на Силистренския, Търновския и Варненския окръжни съдилища през 1880 – 1882 г. Играе умерена роля в политическите борби в града, обвързан е с консерваторите – т. нар. „черковно-училищна“ партия. Домът, който Дайнелов си строи на днешната ул. „Княжеска“ 37 е първото здание в европейски стил на сегашния централен площад в Русе и определя по-късното оформяне на градския център. В сградата дълго време се помещава градската библиотека.